# Залужненська сільська рада
Залужненська сільська рада (до 1946 року — Людвиківська сільська рада) — колишня адміністративно-територіальна одиниця та орган місцевого самоврядування у Романівському (Миропільському, Дзержинському), Баранівському і Довбишському (Мархлевському, Щорському) районах Волинської округи, Вінницької, Київської та Житомирської областей Української РСР з адміністративним центром у селі Залужне.

## Населені пункти
Сільській раді на час ліквідації були підпорядковані населені пункти:
- с. Залужне

## Населення
Кількість населення ради, станом на 1923 рік, становила 1 227 осіб, кількість дворів — 211.
Кількість населення сільської ради, станом на 1924 рік, становила 1 884 особи, з перевагою населення польської національности; кількість господарств — 327.
Кількість населення ради, станом на 1931 рік, становила 960 осіб.

## Історія та адміністративний устрій
Створена 1923 року як Людвиківська сільська рада, в складі сіл Костянівка-Товща, Сарнівка та колонії Людвиківка Романівської волості Полонського повіту Волинської губернії. 7 березня 1923 року увійшла до складу новоствореного Миропільського (згодом — Романівський, Дзержинський) району Житомирської (згодом — Волинська) округи.
1 вересня 1925 року села Сарнівка і Товща передані до складу новоствореної Сарнівської сільської ради Довбишського району. 19 листопада 1933 року, відповідно до постанови Президії Київського ОВК «Про зміни меж і внутрішнє перерайонування Мархлевського району», сільську раду включено до складу Мархлевського району Київської області. 1 березня 1934 року підпорядковано кол. Осова Фридріхівської сільської ради Баранівського району. 10 березня 1934 року до складу ради включено кол. Лугова Бубнівської сільської ради Баранівського району. 17 жовтня 1935 року, внаслідок ліквідації Мархлевського району, сільську раду включено до складу Баранівського району Київської області. 14 травня 1939 року, відповідно до указу Президії Верховної ради Української РСР «Про утворення Щорського району Житомирської області», сільська рада увійшла до складу Щорського (згодом — Довбишський) району Житомирської області. Станом на 1 жовтня 1941 року кол. Лугова не перебуває на обліку населених пунктів.
7 червня 1946 року, відповідно до указу Президії Верховної ради Української РСР «Про збереження історичних найменувань та уточнення і впорядкування існуючих назв сільрад і населених пунктів Житомирської області», сільську раду перейменовано на Залужненську, внаслідок перейменування центру ради на с. Залужне.
Станом на 1 вересня 1946 року сільська рада входила до складу Довбишського району Житомирської області, на обліку в раді перебувало с. Залужне. Хутір Осова, на 10 лютого 1952 року, показаний у складі Ольшанської сільської ради Баранівського району.
Ліквідована 11 серпня 1954 року, відповідно до указу Президії Верховної ради Української РСР «Про укрупнення сільських рад по Житомирській області», територію та с. Залужне приєднано до складу Червонохатківської сільської ради Довбишського району Житомирської області.